# Titus Quinctius Crispinus Valerianus
Titus Quinctius Crispinus Valerianus war ein römischer Senator zur Zeit des Kaisers Augustus.
Crispinus Valerianus war im Jahr 2 n. Chr. Prätor und veranstaltete Spiele, bei denen Ritter und Matronen in die Orchestra (den halbkreisförmigen Bereich vor der Bühne im Theater) geführt wurden. Im selben Jahr war er zusammen mit Publius Cornelius Lentulus Scipio Suffektkonsul. Diese Konsuln sorgten gemäß Senatsbeschluss für die Durchführung bestimmter Maßnahmen.
Er war etwa im Jahr 19/20 erstmals und etwa im Jahr 23 erneut Curator für öffentliche Orte und deren rechtliche Zuständigkeit (curator locorum publicorum iudicandorum). Er war Mitglied der Arvalbrüder und nahm im Jahr 14 an den Zeremonien des Kollegiums teil, im Jahr 21 war er Magister (Leiter) dieses Kollegiums.
Crispinus Valerianus war vermutlich mit den patrizischen Familien der Quinctier und Valerier verwandt. Entweder war er der Bruder des Titus Quinctius Crispinus Sulpicianus, Sohn eines Quinctius und einer Valeria, oder er war der Sohn eines Valerius und wurde von einem Quinctius adoptiert, nachdem Crispinus Sulpicianus in Schwierigkeiten geraten war.